# Kiholms tegelbruk

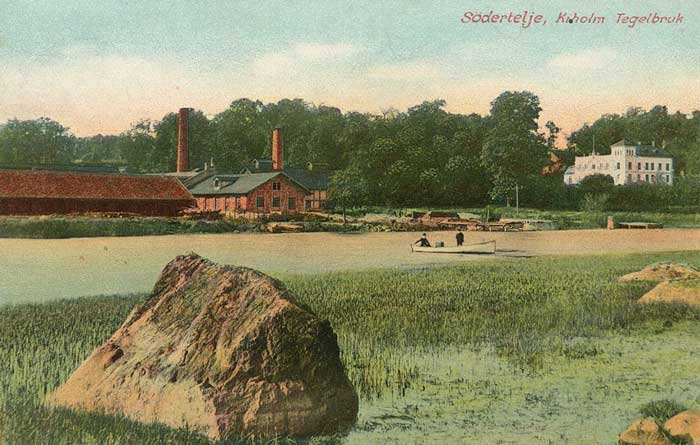
Kiholms tegelbruk med Kiholms gård i bakgrunden, vykort stämplat 1909.

Kiholms tegelbruk (Kiholm AB och Kiholm Nya AB) var ett tegelbruk beläget vid västra sidan om Södertäljeviken, strax norr om Linasundet i nuvarande Södertälje kommun. Bruket anlades på 1830-talet vid Kiholms gård och var igång ända fram till 1940-talet. År 1972 revs de sista resterna av anläggningen av Svea ingenjörregemente, Ing 1.

## Historik

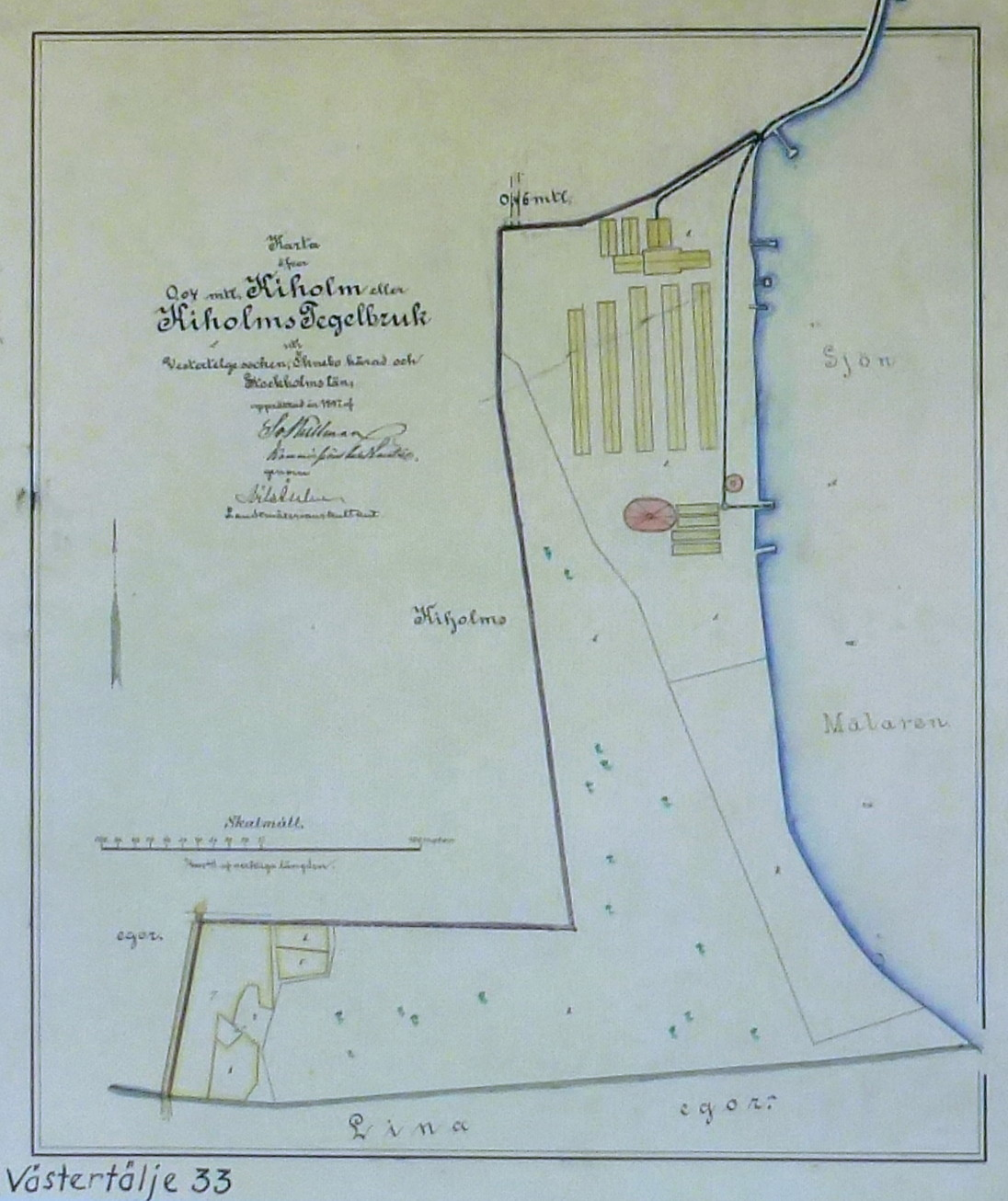
Karta ägostyckning 1897.

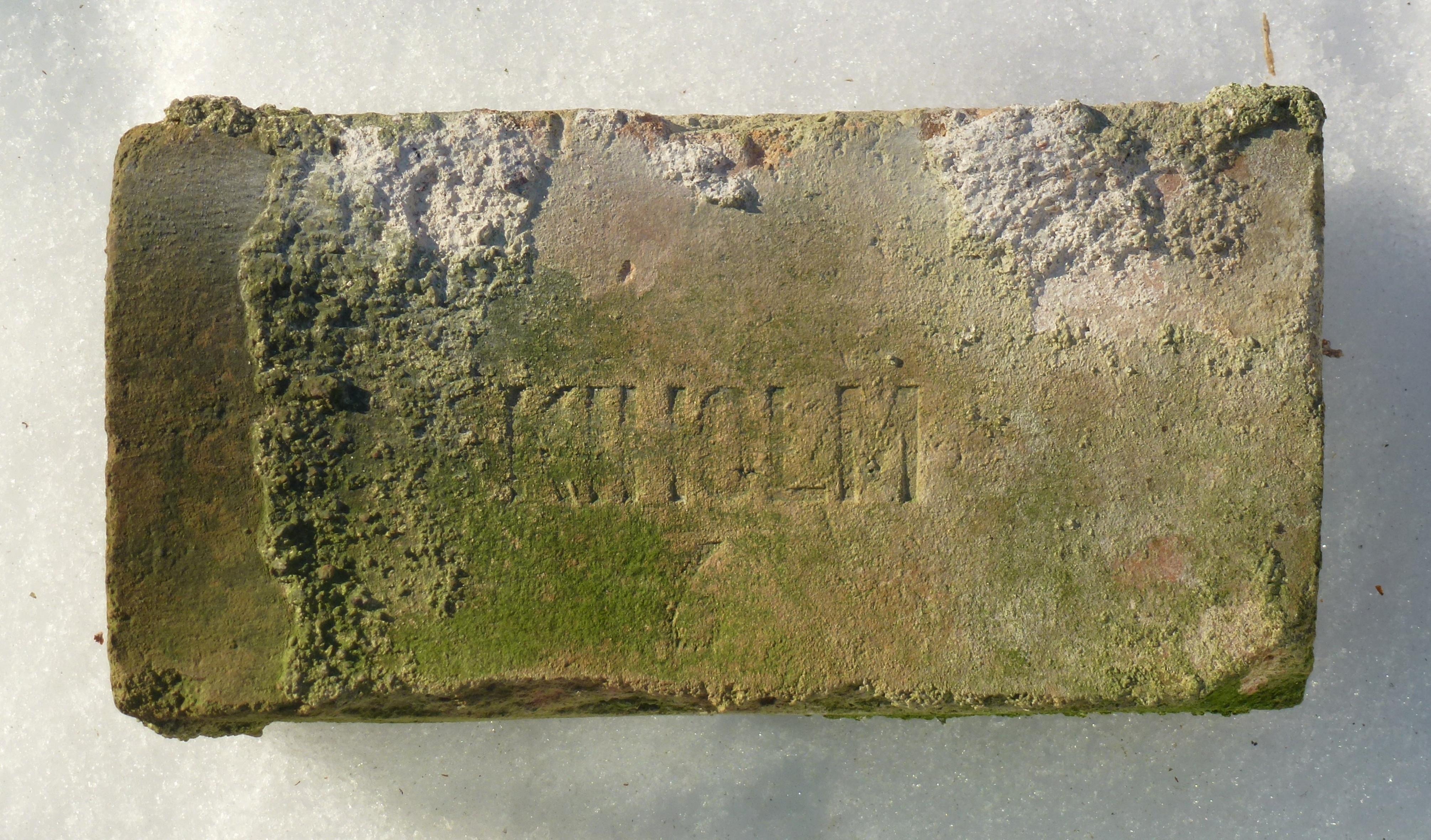
En murtegel med brukets stämpel.

Kiholm var ett typiskt sjötegelbruk, d.v.s. det låg i direkt anslutning till ett vattendrag med sjötrafik, vilket underlättade de tunga transporterna. Kiholms anläggning vid Södertäljeviken gav goda transportmöjligheter till både Mälaren och Östersjön.
På 1830 startades tegelbruket vid gården Kilholm. Innan dess fanns redan ett mindre gårdsbruk. Lertäkten låg i närheten. Från 1856 var en “ingenjör mekanicus” Axel Teodor Sjöberg skriven på gården. Med stor sannolikhet förestod han tegelbruket men bör även genom en inspektor ha skött jordbruket. År 1876 grundades "Kiholm Aktiebolag" och en mera industriell tegeltillverkning kom igång.
På 1800-talets slut separerades jordbruket från tegelbruket och en egen fastighet för bruket upprättades söder om gården längs Södertäljeviken. Samtidigt bildades "Kiholm Nya Aktiebolag" med greven N. Stenbock som en av delägarna. På en styckningskarta från 1897 syns fem långa torklador, den ovala ringugnen, några mindre verkstadsbyggnader, fyra skjul för lagring av färdigt tegel samt ett industrispår och en egen brygga. Tegelbruket drevs då av arrendatorn Karl August Tysk. Tegelbruket fick en ringugn år 1874, således en av de första i Sverige.
År 1905 inköptes den intilliggande lantegendomen Lina gård av Kiholm Nya AB, där bolaget anlade ännu ett tegelbruk. Lina tegelbruk blev ett av de största och modernaste tegelbruken i sitt slag i landet. Linas bruk förvärvades 1914 av AB Mälardalens tegelbruk. Bland grundarna fanns Allan Abenius, ägare till både Lina och Kiholms tegelbruk. 
Verksamheten på Kiholms tegelbruk pågick fram till 1940 då det lades ned. Den stora tegelugnen med sin höga skorsten fanns kvar fram till början av 1970-talet. När Södertälje stad köpte Kiholms gård, följde resterna av tegelbruket med. Den 5 juli 1972 sprängde experter från Svea ingenjörregemente, Ing 1 skorstenen till det gamla tegelbruket. Idag finns inga spår kvar av den en gång så stora anläggningen. Där bruket låg finns numera en av ingångarna till Lina naturreservat.

## Tegelbruket 1964
Fotografier från inventeringen av Länsstyrelsen i Stockholms län, 1964-07-17.

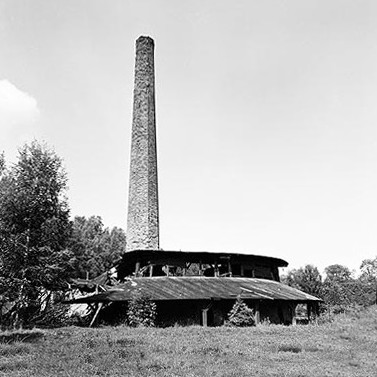
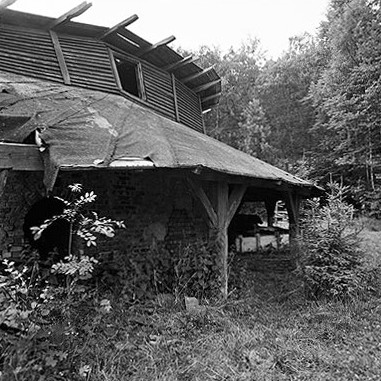
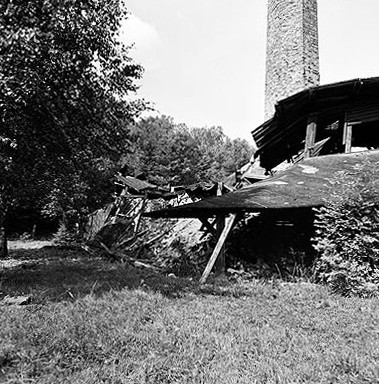
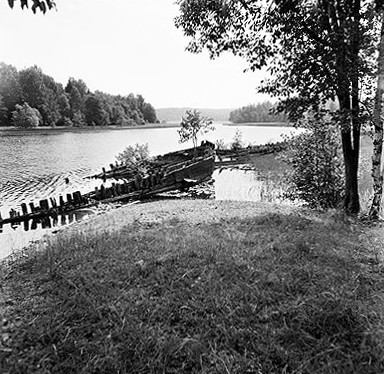